# وزارة أمن الدولة (الاتحاد السوفيتي)
كانت وزارة أمن الدولة في الاتحاد السوفياتي (بالروسية: Министерство государственной безопасности СССР) أول هيئة أمن سوفياتي في التاريخ السوفيتي، بدأت رسميًا في الاتحاد السوفياتي. بدأت هذه وزارة نشاطها رسميًا منذ عام 1946 بترخيص من وزارة أمن الدولة وبقي حتى عام 1953 وكانت مسؤولة عن وظائف متعددة بما في ذلك الاستخبارات المضادة والعمليات الاستخبارية في الخارج، فضلاً عن عمليات ضد المعارضين (إن هدف وجود هذه العمليات هو تحديد وإبادة أعداء النظام السوفياتي وخلاياهم). اكتسبت قدرًا كبيرًا من استقلالية بسبب التحرر من التبعية لأي سلطات (باستثناء للجنة المركزية للحزب الشيوعي).

## الوزراء
- فسيفولود ميركولوف
- فيكتور أباكوموف
- سيرجي أغأولتسوف
- سيميون ايجناتييف

## قراءة إضافية
- "Structure of the KGB USSR". Aventura. ru. مؤرشف من الأصل في 2014-12-09.